# Saint-Priest-en-Jarez
Pour les articles homonymes, voir Saint-Priest (homonymie).
Saint-Priest-en-Jarez (prononcé [sɛ̃pʁijɛ ɑ̃ ʒaʁɛ]) est une commune française située dans le département de la Loire en région Auvergne-Rhône-Alpes. Ses habitants sont les Mounards.
Le nom de Saint-Priest-en-Jarez viendrait d'un ermite qui s'appelait Saint-Priest et qui a vécu dans une grotte, sur une colline en 666.

## Géographie
Saint-Priest est située à 5 km de Saint-Étienne.

### Géologie
La commune s'étend sur 307 hectares. Son altitude varie de 437  à   590 mètres.
Les niveaux siliceux du crêt de Saint-Priest-en-Jarez marquent des dépôts alternes renfermant des structures semblables à des geysérites. Ces dépôts hydrothermaux, attribuables à un ancien geyser, témoignent de l'activité volcanique que connut la région au Stéphanien.
Le territoire communal est en grande partie situé sur une colline, ainsi le vieux bourg culmine à 605 mètres d'altitude[réf. nécessaire].

### Climat
Pour des articles plus généraux, voir Climat d'Auvergne-Rhône-Alpes et Climat de la Loire.
En 2010, le climat de la commune est de type climat océanique dégradé des plaines du Centre et du Nord, selon une étude du Centre national de la recherche scientifique s'appuyant sur une série de données couvrant la période 1971-2000. En 2020, Météo-France publie une typologie des climats de la France métropolitaine dans laquelle la commune est exposée à un climat de montagne ou de marges de montagne et est dans la région climatique Nord-est du Massif Central, caractérisée par une pluviométrie annuelle de 800 à 1 200 mm, bien répartie dans l’année.
Pour la période 1971-2000, la température annuelle moyenne est de 10,5 °C, avec une amplitude thermique annuelle de 16,8 °C. Le cumul annuel moyen de précipitations est de 735 mm, avec 8,7 jours de précipitations en janvier et 6,9 jours en juillet. Pour la période 1991-2020, la température moyenne annuelle observée sur la station météorologique de Météo-France la plus proche, « Saint-Étienne », sur la commune de Saint-Étienne à 5 km à vol d'oiseau, est de 11,4 °C et le cumul annuel moyen de précipitations est de 793,9 mm,. Pour l'avenir, les paramètres climatiques de la commune estimés pour 2050 selon différents scénarios d'émission de gaz à effet de serre sont consultables sur un site dédié publié par Météo-France en novembre 2022.
| Mois                                  | jan.           | fév.           | mars           | avril         | mai          | juin          | jui.         | août          | sep.          | oct.          | nov.          | déc.           | année      |
| ------------------------------------- | -------------- | -------------- | -------------- | ------------- | ------------ | ------------- | ------------ | ------------- | ------------- | ------------- | ------------- | -------------- | ---------- |
| Température minimale moyenne (°C)     | 0,2            | −0,1           | 2,5            | 5,8           | 9,1          | 13,1          | 14,7         | 14,2          | 11            | 8,3           | 4,2           | 1,1            | 7          |
| Température moyenne (°C)              | 3              | 3,4            | 7,1            | 10,8          | 14,1         | 18,6          | 20,5         | 19,9          | 16,1          | 12,2          | 7,4           | 4,1            | 11,4       |
| Température maximale moyenne (°C)     | 5,9            | 6,9            | 11,6           | 15,8          | 19,1         | 24            | 26,3         | 25,6          | 21,3          | 16,2          | 10,6          | 7,1            | 15,9       |
| Record de froid (°C) date du record   | −12,9 13.01.03 | −15,6 05.02.12 | −16,5 01.03.05 | −4,5 08.04.21 | 0,1 06.05.10 | 4,4 02.06.06  | 7,4 10.07.07 | 7,4 31.08.06  | 2,1 27.09.10  | −5 26.10.03   | −8,7 28.11.13 | −11,1 26.12.10 | −16,5 2005 |
| Record de chaleur (°C) date du record | 18,2 10.01.15  | 20,9 23.02.20  | 24 30.03.21    | 27,8 22.04.18 | 32 13.05.15  | 36,8 27.06.19 | 39 07.07.15  | 38,6 24.08.23 | 33,5 05.09.23 | 29,9 02.10.23 | 23,1 02.11.20 | 18,3 05.12.06  | 39 2015    |
| Précipitations (mm)                   | 41,8           | 38,7           | 39,7           | 62,7          | 83,7         | 80,6          | 78,7         | 79,4          | 65,1          | 81            | 87,1          | 55,4           | 793,9      |

## Urbanisme

### Typologie
Au 1er janvier 2024, Saint-Priest-en-Jarez est catégorisée grand centre urbain, selon la nouvelle grille communale de densité à sept niveaux définie par l'Insee en 2022.
Elle appartient à l'unité urbaine de Saint-Étienne, une agglomération inter-départementale regroupant 32  communes, dont elle est une commune de la banlieue,,. Par ailleurs la commune fait partie de l'aire d'attraction de Saint-Étienne, dont elle est une commune du pôle principal,. Cette aire, qui regroupe 105 communes, est catégorisée dans les aires de 200 000 à moins de 700 000 habitants,.

### Occupation des sols
L'occupation des sols de la commune, telle qu'elle ressort de la base de données européenne d’occupation biophysique des sols Corine Land Cover (CLC), est marquée par l'importance des territoires artificialisés (100 % en 2018), en augmentation par rapport à 1990 (93,1 %). La répartition détaillée en 2018 est la suivante : 
zones urbanisées (62,6 %), zones industrielles ou commerciales et réseaux de communication (29,6 %), espaces verts artificialisés, non agricoles (7,9 %). L'évolution de l’occupation des sols de la commune et de ses infrastructures peut être observée sur les différentes représentations cartographiques du territoire : la carte de Cassini (XVIIIe siècle), la carte d'état-major (1820-1866) et les cartes ou photos aériennes de l'IGN pour la période actuelle (1950 à aujourd'hui).

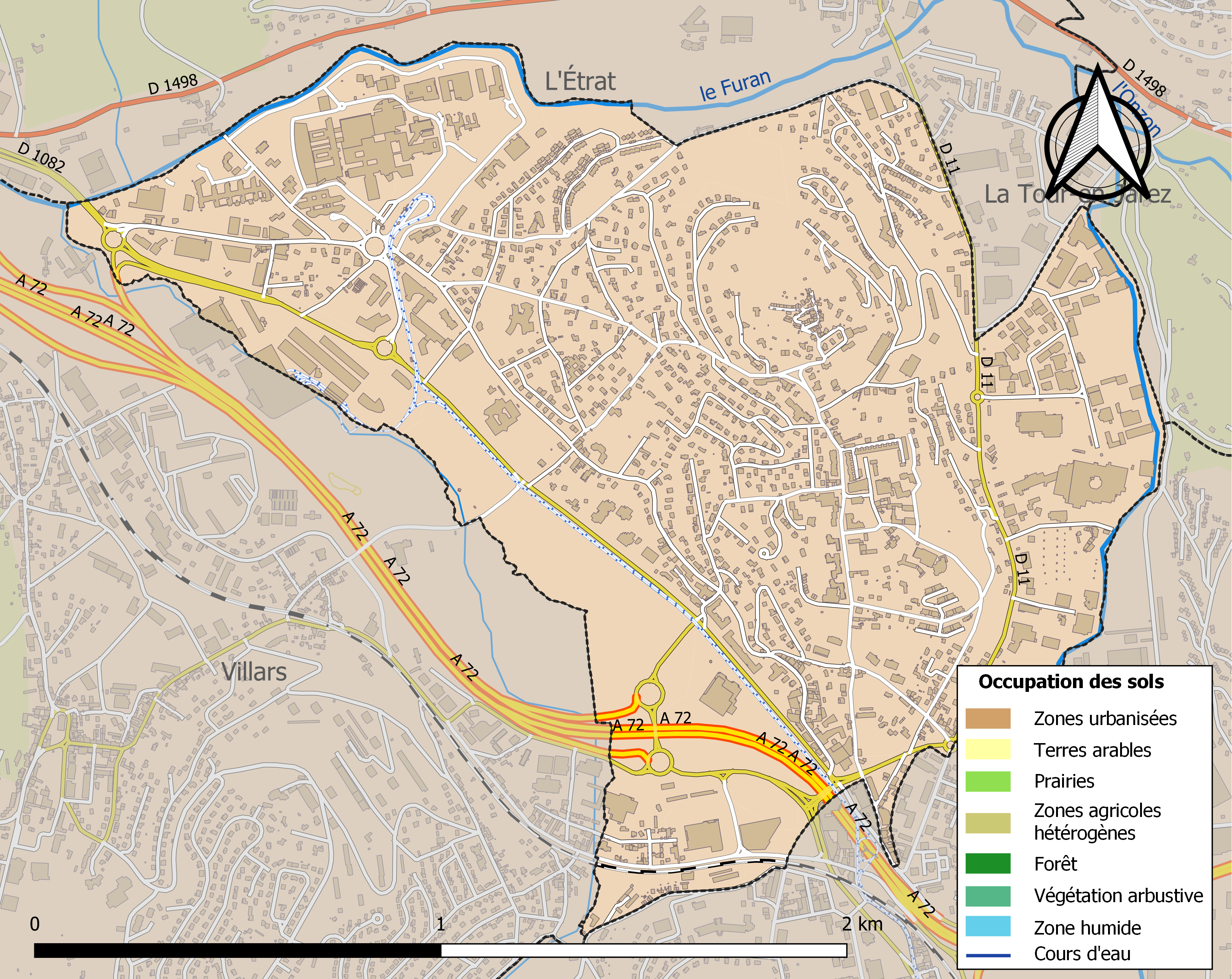
Carte des infrastructures et de l'occupation des sols de la commune en 2018 (CLC).

## Histoire

### Période mérovingienne
La tradition de la fondation de l'église de Saint-Priest-en-Jarez, avancée par l'abbé de Soleysel (1691), reprend les éléments hagiographiques du martyre de Priest de Clermont. Complice d'Ébroïn, il fut traqué puis assassiné  à Volvic le 25 janvier 676 en représailles à l'assassinat du patrice de Provence Hector.
Selon la tradition locale, Prix y aurait vécu en ermite, avant de devenir évêque de Clermont de 666 à 676. La construction de l'église est attribuée à l'un de ses assassins Ursion qui expia ainsi sa complicité dans le meurtre du saint auvergnat. Cette tradition reprend ainsi les éléments de récit de la fondation de l'église de Vézézoux (Haute-Loire).

### Moyen Âge classique
Sous le règne du roi de Bourgogne Conrad, l'acte de donation à Cluny de l'église Saint-Priest daté de 966 pourrait se référer à Saint-Priest-en-Jarez.
Pierre de Saint-Priest est mentionné dans un acte rédigé entre 1130 et 1150.
Le château de Saint-Priest arborait les armes des comtes de Genève. Il est mentionné en 1167, parmi l'ensemble des places fortes remises par Guy II de Forez au roi Louis VII,,.
En 1173, la permutation entre le comte de Forez et l’Église de Lyon stipule que le serment de fidélité de Saint-Priest, ainsi que tout ce que Gaudemar de Jarez tenait au nom de l’Église, fut aussi remis au comte de sorte qu’il tienne de l’Église le château. Le texte indique également que quiconque aurait désormais le château de Saint-Priest devrait hommage lige et fidélité au comte. Le seigneur de Saint-Priest vit ainsi ses possessions enclavées au milieu de celles "laissées à la liberté de l’Église de Lyon" autour de la paroisse de Saint-Étienne placée sous son patronage.
Le fief apparaît dès lors rattaché à la famille dite Durgel (d'Urgel) de Saint-Priest. Peut-être issus d'une branche parente des comtes de Provence et de Barcelone (on considère souvent de nos jours qu'il s'agit d'une légende, d'une fable,, ce que soutenait déjà Le Laboureur — contrairement aux auteurs anciens commeAntoine Verdier ou La Chesnaye des Bois, repris cependant par Louis de Châteauneuf en 1908, ou André Mutel en 1969 : cf. l'article Bertrand > note 2), ses membres entretenaient des liens de parenté aussi bien avec la première et que la seconde maison des comtes de Lyon et de Forez.
Vers 1180-1200, Jocerand Durgel vendit, avec l'accord du comte de Forez, ses terres de la Murette (la Fouillouse) aux Hospitaliers à la suite de l'implantation d'une commanderie.

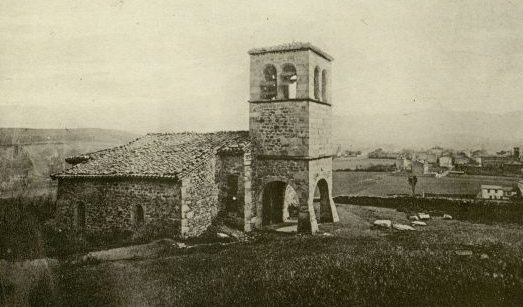
Ancienne église de Saint-Priest-en-Jarez, vers 1900.
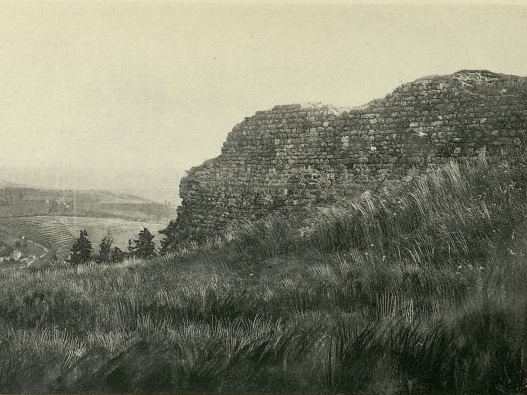
Ruines du château de Saint-Priest, vers 1900.

### Période moderne et contemporaine
En 1641, Saint-Priest passe de la maison des Durgel à celle des Chalus de Cordais d'Orcival, une famille apparentée (cf., p. 17).
En janvier 1723, François de Chalus vend pour 400 000 livres la seigneurie de Saint-Priest et de Saint-Étienne à Abraham Peyrenc de Moras. Son fils François-Marie décède sans héritier en 1771, la seigneurie revient à Gilbert des Voisins qui la vendit à Louis XVI le 2 février 1787, pour la somme de 1 million 335 935 livres
Au cours de l'été 1911 a eu lieu le premier meeting aérien du département de la Loire, sur le terrain de Champirol (situé à cette époque sur les communes de Villars et de Saint-Priest-en-Jarez), à l'emplacement actuel de l'Hôpital Nord. Parmi les huit pilotes présents à cette manifestation se trouvait Roland Garros.
C'est en 1914 que la typographie "Jarez" est définitivement fixée.
La commune fait partie de la paroisse Bienheureux Antoine Chevrier, qui rassemble l'église Saint-Prix (Saint-Priest-en-Jarez), l'église Saint-Laurent (Villars) et l'église du Sacré-Cœur, La Terrasse (Saint-Étienne).

## Politique et administration

### Liste des maires
| Période                                  | Période   | Identité                  | Étiquette | Qualité |
| ---------------------------------------- | --------- | ------------------------- | --------- | ------- |
| Les données manquantes sont à compléter. |           |                           |           |         |
|                                          | 1792      | Antoine Badinand          |           |         |
| 1793                                     | 1794      | Jean Palle                |           |         |
| 1794                                     | 1795      | Jean-Marie Goujon         |           |         |
| 1800                                     | 1804      | Jean Palle                |           |         |
| 1804                                     | 1807      | Étienne Tronchon          |           |         |
| 1830                                     | 1840      | Louis-Philibert Colcombet |           |         |
| 1840                                     | 1846      | Constant Balay            |           |         |
| 1846                                     | 1848      | Jean-Louis Courbon        |           |         |
| 1848                                     | 1871      | François Tessey           |           |         |
| 1871                                     | 1874      | Mr Bonnefoy               |           |         |
| 1874                                     | 1875      | Jean-Marie Seignol        |           |         |
| 1875                                     | 1878      | Victor Duchamp            |           |         |
| 1878                                     | 1881      | Mr Fayard                 |           |         |
| 1881                                     | 1888      | Barthélémy Picon          |           |         |
| 1888                                     | 1891      | Mr Terrat                 |           |         |
| 1891                                     | 1900      | Jacques Cornet            |           |         |
| 1900                                     | 1901      | Jacques Rey               |           |         |
| 1901                                     | 1908      | ?                         |           |         |
| 1908                                     | 1913      | Jean Javelle              |           |         |
| 1913                                     | 1938      | Jean-Baptiste Per         |           |         |
| 1938                                     | 1945      | Louis Rousset             |           |         |
| 1945                                     | 1952      | Albert Raimond            |           |         |
| 1952                                     | 1975      | Claudius Cottier          | DVG       |         |
| 1975                                     | mars 2001 | Claude Chaboissier        | DVG       |         |
| mars 2001                                | mars 2008 | Jean Faverjon             | CNI       |         |
| mars 2008                                | 2020      | Jean-Michel Pauze         | DVG       |         |
| 2020                                     | En cours  | Christian Servant         | SE        |         |

## Démographie
L'évolution du nombre d'habitants est connue à travers les recensements de la population effectués dans la commune depuis 1793. Pour les communes de moins de 10 000 habitants, une enquête de recensement portant sur toute la population est réalisée tous les cinq ans, les populations de référence des années intermédiaires étant quant à elles estimées par interpolation ou extrapolation. Pour la commune, le premier recensement exhaustif entrant dans le cadre du nouveau dispositif a été réalisé en 2008.

En 2022, la commune comptait 6 318 habitants, en évolution de +2,78 % par rapport à 2016 (Loire : +1,32 %, France hors Mayotte : +2,11 %).
| 1793 | 1800 | 1806 | 1821 | 1831 | 1836 | 1841 | 1846 | 1851 |
| ---- | ---- | ---- | ---- | ---- | ---- | ---- | ---- | ---- |
| 652  | 693  | 752  | 657  | 665  | 742  | 858  | 900  | 950  |

| 1856  | 1861  | 1866  | 1872  | 1876  | 1881  | 1886  | 1891  | 1896  |
| ----- | ----- | ----- | ----- | ----- | ----- | ----- | ----- | ----- |
| 1 068 | 1 006 | 1 051 | 1 084 | 1 489 | 1 467 | 1 468 | 1 637 | 1 652 |

| 1901  | 1906  | 1911  | 1921  | 1926  | 1931  | 1936  | 1946  | 1954  |
| ----- | ----- | ----- | ----- | ----- | ----- | ----- | ----- | ----- |
| 1 736 | 1 998 | 1 877 | 2 343 | 2 544 | 2 605 | 2 473 | 2 624 | 2 889 |

| 1962  | 1968  | 1975  | 1982  | 1990  | 1999  | 2006  | 2008  | 2013  |
| ----- | ----- | ----- | ----- | ----- | ----- | ----- | ----- | ----- |
| 3 485 | 3 788 | 4 628 | 4 563 | 5 673 | 5 812 | 6 022 | 6 080 | 6 125 |

| 2018  | 2022  | - | - | - | - | - | - | - |
| ----- | ----- | - | - | - | - | - | - | - |
| 6 092 | 6 318 | - | - | - | - | - | - | - |

Malgré une population modeste, Saint-Priest-en-Jarez est la 4e commune la plus dense de la Loire derrière Roanne, Saint-Étienne et Rive-de-Gier. Avec une croissance continue de sa population, une dynamique de construction de logements importante et une activité soutenue, notamment dans les services de santé, on peut penser que la commune va se densifier encore plus à l'avenir.

## Desserte

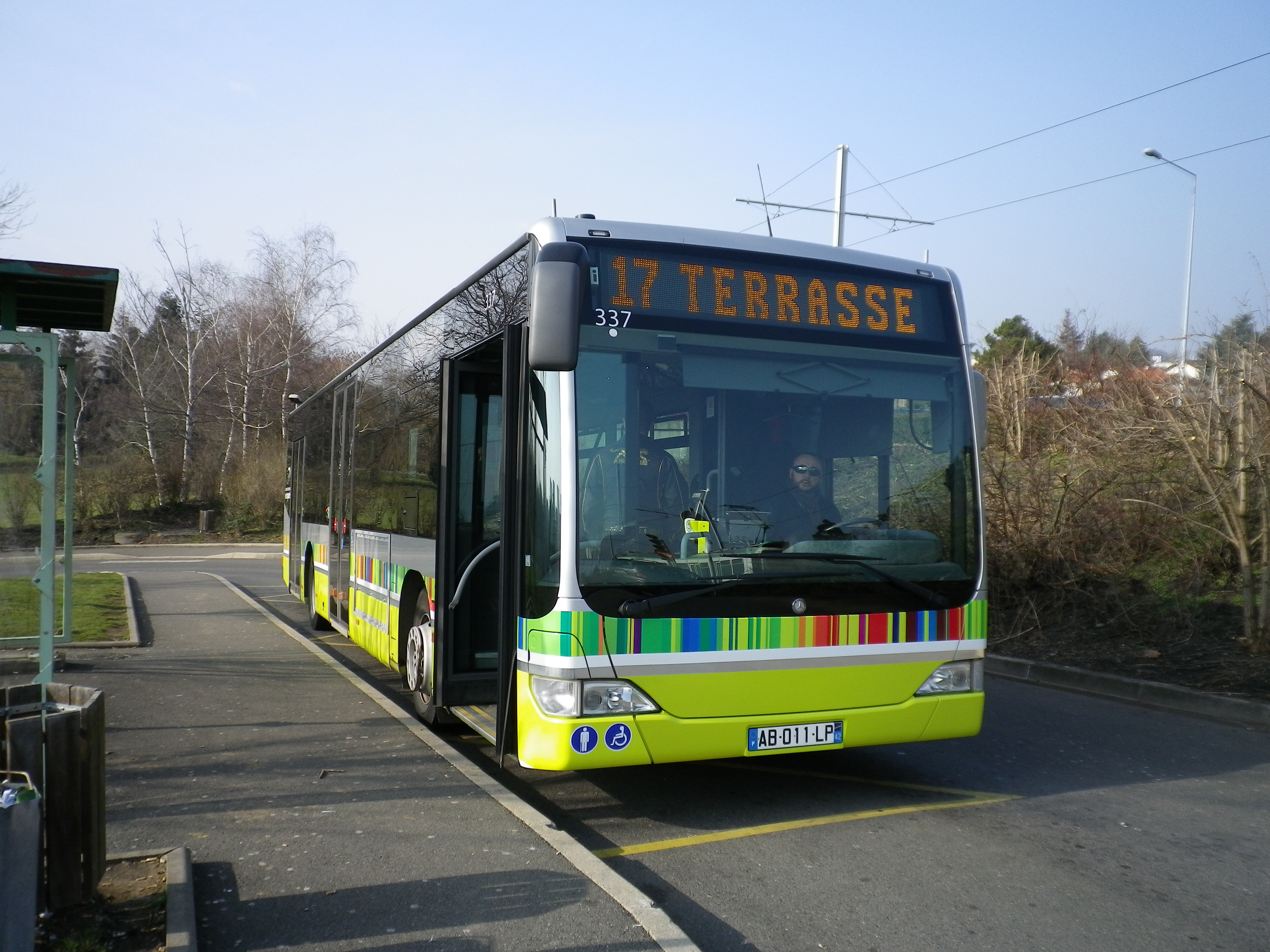
La ligne 17 dessert Saint-Priest-en-Jarez.

La commune est desservie par le réseau STAS, grâce aux lignes de tramway T1 et T3 (en heures de pointe pour cette dernière) et aux lignes de bus 8, 16, 17, 25, 27, 37. Sur le territoire de la commune se trouve, au niveau de la station Parc-Champirol (lignes T1 et T3) un parking-relais.
La commune est également desservie par la ligne L15 du réseau Cars Région Loire qui permet la liaison entre la métropole stéphanoise et Veauche, Rivas, Cuzieu, Montrond-les-Bains, Marclopt, Saint-Laurent-la-Conche, Feurs, Épercieux-Saint-Paul et Balbigny.
Saint-Priest-en-Jarez est séparée de Villars par l'A72. Il existe un accès incomplet depuis la commune (sortie 11 au niveau du MAM), permettant de rejoindre Roanne/Clermont ou, en sens inverse, sortir avant le tunnel de la Terrasse.

## Culture locale et patrimoine

### Étymologie et gentilé
Le nom de Saint-Priest-en-Jarez viendrait d'un ermite (religieux qui fait le choix de vivre dans la solitude) qui s'appelait Saint-Priest et qui a vécu dans une grotte, sur une colline en 666.
Pour le gentilé de "Mounard", plusieurs étymologies sont possibles :
- en patois forézien, "Mounieri" veut dire "cabane" ou "tanière", ce qui en dérivant, aurait donné le nom "Mounard".
- au Moyen Âge, pour moudre les grains, on disait "il mounait", ce qui aurait donc donné "Mounard".
- ou encore, en patois, "Mounard" veut dire "monter". Ce nom aurait été donné aux habitants en raison des nombreuses côtes des collines.

### Lieux et monuments

#### Les parcs et les places
La commune de Saint-Priest-En-Jarez comporte quelques parcs, quelques places et plusieurs endroits verts pour se balader.
Le jardin des Mélisses se situe à côté du CHU de Saint-Étienne, à la sortie de la ville, il a été conçu sur un mode participatif par les soignants de l'hôpital. Il est accessible aux patients, à leurs familles et aux professionnels. La conception de ce jardin améliore la qualité des soins et la vie à l'hôpital.
Le petit parc de la Villa Saint-Michel est un espace vert, arboré au cœur de la ville, il a été aménagé en 2002 par le Conseil Départemental.
Le clos Bayard est un grand parc arboré où il y a une immense maison bourgeoise et ses dépendances, dont une chapelle. Beaucoup d'arbres remarquables et très vieux y sont présents, ils sont classés, de façon à les protéger. Au clos Bayard on y trouve un observatoire suspendu, une serre à papillons, un hôtel à insectes, un labyrinthe fleuri, et également un compost.
Cette commune comporte aussi quelques places importantes comme :
La place Denis Ferreol qui se situe à l'adresse du même nom. C'est un parking.
La place Jean Baptiste Per qui se transforme en terrain de jeux et place du feu d'artifice pour le 14 juillet.
La place Victor Hugo qui se situe devant la mairie.
La place Massenet plus principalement appelée " La Terrasse", où l'on peut prendre des bus et des trams. Elle est partagée entre la commune de Saint-Priest-En-Jarez et la ville de Saint-Étienne.

### Monument historique
Saint-Priest-en-Jarez possède un pont subsistant de la première ligne de chemin de fer de France construite en 1827, et partagé avec la commune de Villars (Loire), inscrit au titre des monuments historiques par arrêté du 4 octobre 2001,. Le pont est visible depuis le 44 chemin des champs, mais on ne peut y accéder car il est sur une propriété privée.

### Autres lieux et édifices
- Musée d'Art Moderne de Saint-Étienne Métropole.
- Musée des transports urbains de Saint-Étienne et sa région.
- Église Saint-Prix (Saint-Priest-en-Jarez).
- Le NEC (Nouvel Espace Culturel), salle de spectacles
- Parc du Clos Bayard, villa Saint-Michel en son centre.
- Lycée Simone-Weil.
- Clinique du Parc
- Hôpital Nord (CHU de Saint-Étienne), construit par l'architecte lyonnais Jacques Perrin-Fayolle en 1982 et, en face, une partie de la zone commerciale de Ratarieux. À lui seul, il occupe 20 hectares de la superficie communale.
- Siège de la STAS.
- Zones d'activités/commerciales de la Bargette, en bordure de Furan, et Bois Monzil.

### Héraldique
|  | Les armoiries de Saint-Priest-en-Jarez se blasonnent ainsi : Cinq points d’or équipolés à quatre de sinople. |

Le château de Saint-Priest-en-Jarez arborait les armes des comtes de Genève.

## Jumelages
- L'Île Sainte-Marie (Madagascar).

## Personnalités liées à la commune
- Jean Dasté (1904-1994), acteur et metteur en scène de théâtre, y est mort.
- François Mathieu (1934-1997), sénateur de la Loire, y est mort.
- Michel Tylinski (1934-2003), footballeur, y est mort.
- Pierre Gagnaire (1950), chef étoilé, qui a commencé sa carrière en reprenant le restaurant de son père, Le Clos Fleuri, à Saint-Priest-en-Jarez, entre 1975 et 1981.
- Marjolaine Bazin (1986), coureuse cycliste, y est née.
- Safia Bengueddoudj (1986), footballeuse y est née.
- Élodie Clouvel (1989), pentathlète internationale, née dans la commune.
- Chloé Willhelm (1989), nageuse synchronisée, y est née.
- Faouzi Ghoulam (1991), footballeur international algérien, née dans la commune.
- Grégoire Tarride (1991), coureur cycliste, y est né.
- Jordy Gaspar (1997), footballeur international angolais, né dans la commune.
- Léo Grasset (1989), vulgarisateur scientifique, vidéaste et écrivain, y est né.
- Sylvain Levy (1993), vidéaste connu pour la chaîne YouTube Vilebrequin et co-présentateur de Top Gear France, y est né.
- Léo Rispal (2000) Auteur-compositeur-interprète y est né.

## En images

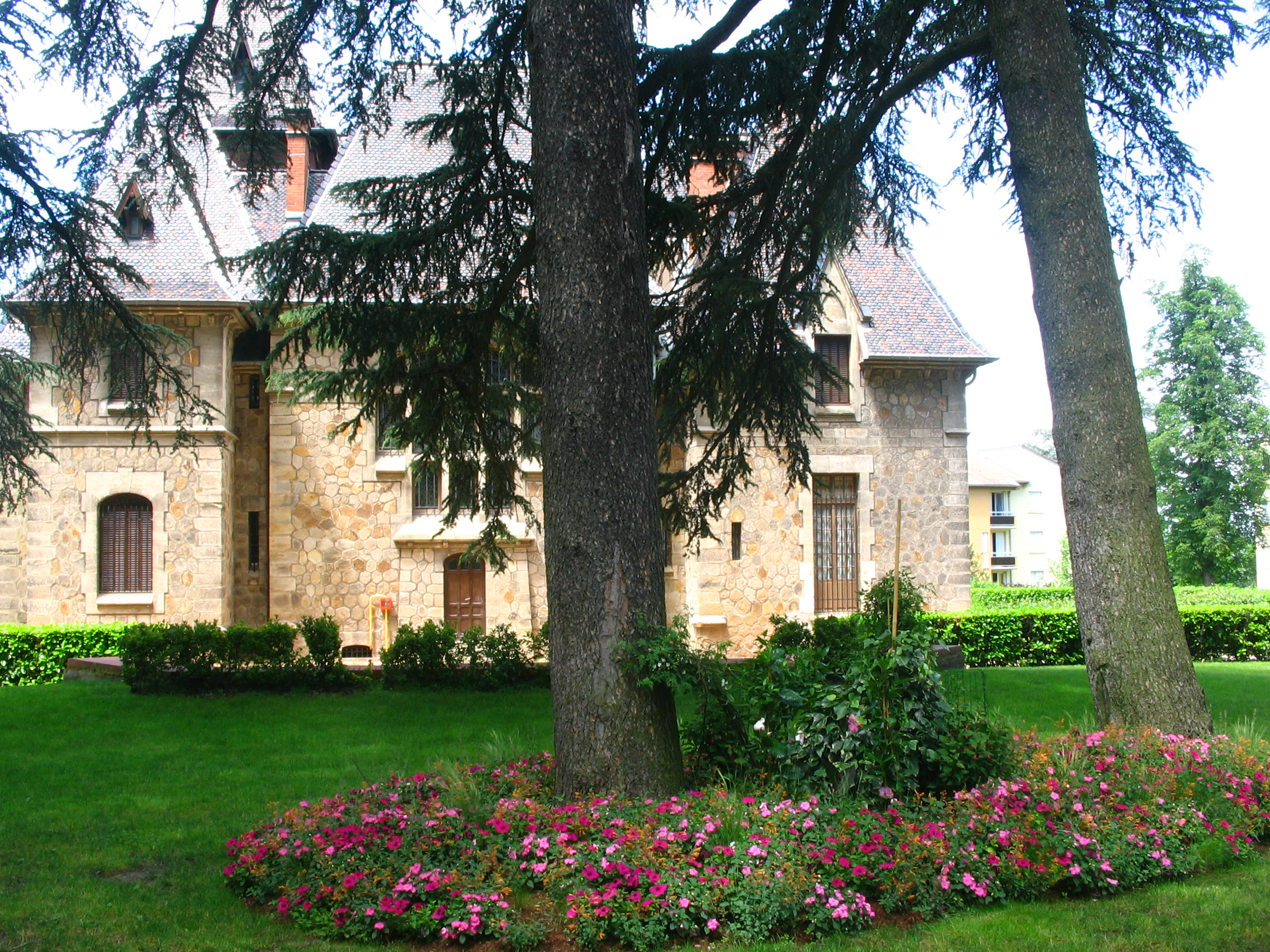
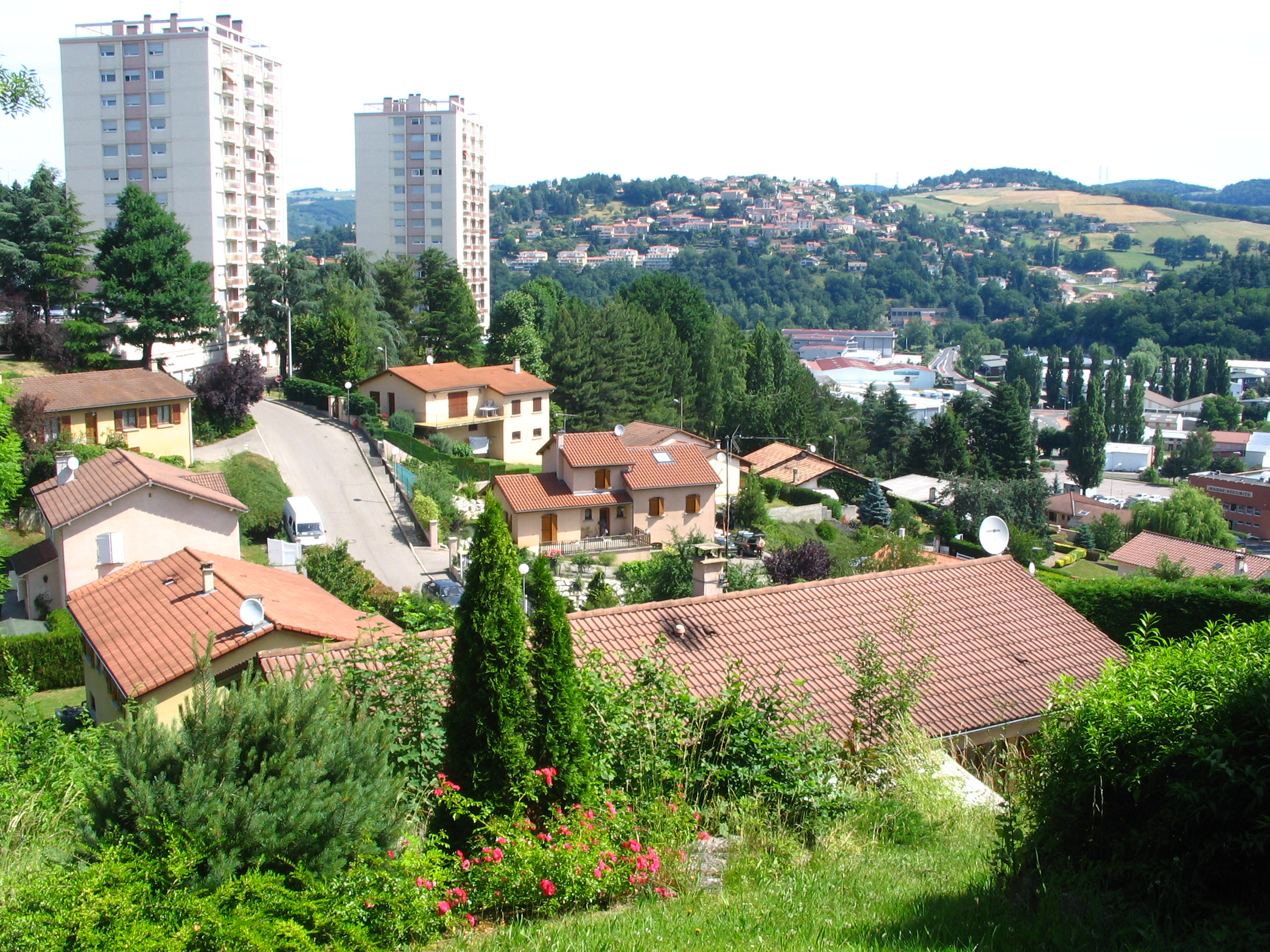
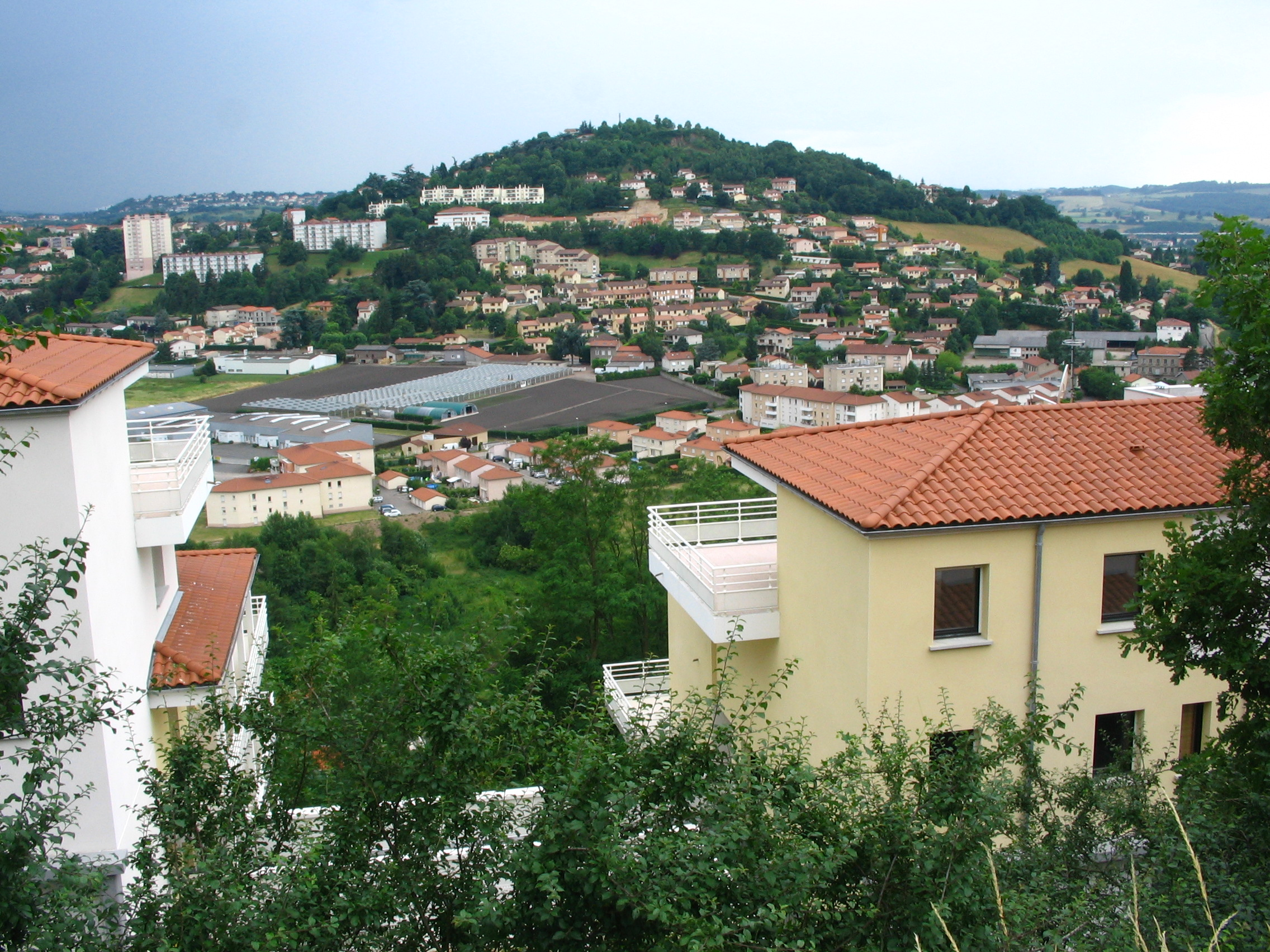
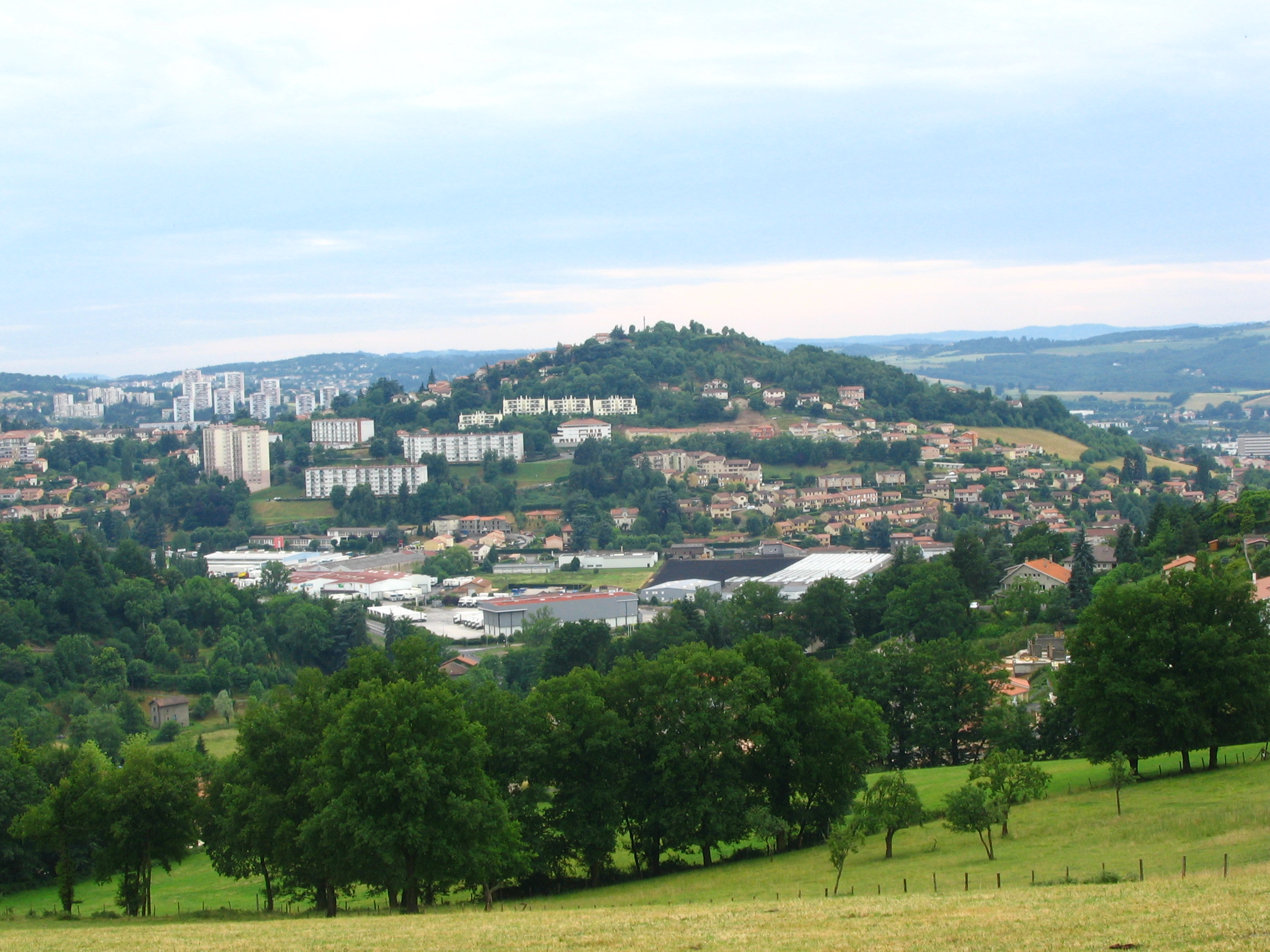